# Selección de fútbol sub-20 de Kenia
La Selección de fútbol sub-20 de Kenia es el equipo que representa al país en el Mundial Sub-20, la Copa CECAFA Sub-20 y en el Campeonato Juvenil Africano; y es controlada por la Federación de Fútbol de Kenia.

## Palmarés
- Copa CECAFA Sub-20: 1

1999

## Participaciones

### Mundial Sub-20
| Año   | Ronda        | J            | G            | E            | P            | GF           | GC           |
| ----- | ------------ | ------------ | ------------ | ------------ | ------------ | ------------ | ------------ |
| 1977  | No clasificó | No clasificó | No clasificó | No clasificó | No clasificó | No clasificó | No clasificó |
| 1979  | No clasificó | No clasificó | No clasificó | No clasificó | No clasificó | No clasificó | No clasificó |
| 1981  | No clasificó | No clasificó | No clasificó | No clasificó | No clasificó | No clasificó | No clasificó |
| 1983  | No clasificó | No clasificó | No clasificó | No clasificó | No clasificó | No clasificó | No clasificó |
| 1985  | No clasificó | No clasificó | No clasificó | No clasificó | No clasificó | No clasificó | No clasificó |
| 1987  | No clasificó | No clasificó | No clasificó | No clasificó | No clasificó | No clasificó | No clasificó |
| 1989  | No clasificó | No clasificó | No clasificó | No clasificó | No clasificó | No clasificó | No clasificó |
| 1991  | No clasificó | No clasificó | No clasificó | No clasificó | No clasificó | No clasificó | No clasificó |
| 1993  | No clasificó | No clasificó | No clasificó | No clasificó | No clasificó | No clasificó | No clasificó |
| 1995  | No clasificó | No clasificó | No clasificó | No clasificó | No clasificó | No clasificó | No clasificó |
| 1997  | No clasificó | No clasificó | No clasificó | No clasificó | No clasificó | No clasificó | No clasificó |
| 1999  | No clasificó | No clasificó | No clasificó | No clasificó | No clasificó | No clasificó | No clasificó |
| 2001  | No clasificó | No clasificó | No clasificó | No clasificó | No clasificó | No clasificó | No clasificó |
| 2003  | No clasificó | No clasificó | No clasificó | No clasificó | No clasificó | No clasificó | No clasificó |
| 2005  | No clasificó | No clasificó | No clasificó | No clasificó | No clasificó | No clasificó | No clasificó |
| 2007  | No clasificó | No clasificó | No clasificó | No clasificó | No clasificó | No clasificó | No clasificó |
| 2009  | No clasificó | No clasificó | No clasificó | No clasificó | No clasificó | No clasificó | No clasificó |
| 2011  | No clasificó | No clasificó | No clasificó | No clasificó | No clasificó | No clasificó | No clasificó |
| 2013  | No clasificó | No clasificó | No clasificó | No clasificó | No clasificó | No clasificó | No clasificó |
| 2015  | No clasificó | No clasificó | No clasificó | No clasificó | No clasificó | No clasificó | No clasificó |
| Total | 0/20         | 0            | 0            | 0            | 0            | 0            | 0            |

### Campeonato Juvenil Africano
| Africa U-20 Cup of Nations | Africa U-20 Cup of Nations | Africa U-20 Cup of Nations | Africa U-20 Cup of Nations | Africa U-20 Cup of Nations | Africa U-20 Cup of Nations | Africa U-20 Cup of Nations | Africa U-20 Cup of Nations |
| Año                        | Resultado                  | J                          | G                          | E                          | P                          | GF                         | GC                         |
| -------------------------- | -------------------------- | -------------------------- | -------------------------- | -------------------------- | -------------------------- | -------------------------- | -------------------------- |
| 1979                       | Primera ronda              | 2                          | 1                          | 0                          | 1                          | 2                          | 4                          |
| 1981                       | Abandonó el torneo         | Abandonó el torneo         | Abandonó el torneo         | Abandonó el torneo         | Abandonó el torneo         | Abandonó el torneo         | Abandonó el torneo         |
| 1983                       | No participó               | No participó               | No participó               | No participó               | No participó               | No participó               | No participó               |
| 1985                       | No participó               | No participó               | No participó               | No participó               | No participó               | No participó               | No participó               |
| 1987                       | No participó               | No participó               | No participó               | No participó               | No participó               | No participó               | No participó               |
| 1989                       | Abandonó el torneo         | Abandonó el torneo         | Abandonó el torneo         | Abandonó el torneo         | Abandonó el torneo         | Abandonó el torneo         | Abandonó el torneo         |
| 1991                       | No participó               | No participó               | No participó               | No participó               | No participó               | No participó               | No participó               |
| 1993                       | No clasificó               | No clasificó               | No clasificó               | No clasificó               | No clasificó               | No clasificó               | No clasificó               |
| 1995                       | No clasificó               | No clasificó               | No clasificó               | No clasificó               | No clasificó               | No clasificó               | No clasificó               |
| 1997                       | Abandonó el torneo         | Abandonó el torneo         | Abandonó el torneo         | Abandonó el torneo         | Abandonó el torneo         | Abandonó el torneo         | Abandonó el torneo         |
| 1999                       | No participó               | No participó               | No participó               | No participó               | No participó               | No participó               | No participó               |
| 2001                       | No clasificó               | No clasificó               | No clasificó               | No clasificó               | No clasificó               | No clasificó               | No clasificó               |
| 2003                       | Abandonó el torneo         | Abandonó el torneo         | Abandonó el torneo         | Abandonó el torneo         | Abandonó el torneo         | Abandonó el torneo         | Abandonó el torneo         |
| 2005                       | No participó               | No participó               | No participó               | No participó               | No participó               | No participó               | No participó               |
| 2007                       | No clasificó               | No clasificó               | No clasificó               | No clasificó               | No clasificó               | No clasificó               | No clasificó               |
| 2009                       | No clasificó               | No clasificó               | No clasificó               | No clasificó               | No clasificó               | No clasificó               | No clasificó               |
| 2011                       | Abandonó el Torneo         | Abandonó el Torneo         | Abandonó el Torneo         | Abandonó el Torneo         | Abandonó el Torneo         | Abandonó el Torneo         | Abandonó el Torneo         |
| 2013                       | No clasificó               | No clasificó               | No clasificó               | No clasificó               | No clasificó               | No clasificó               | No clasificó               |
| 2015                       | No clasificó               | No clasificó               | No clasificó               | No clasificó               | No clasificó               | No clasificó               | No clasificó               |
| 2017                       | Por disputarse             | Por disputarse             | Por disputarse             | Por disputarse             | Por disputarse             | Por disputarse             | Por disputarse             |
| 2019                       | Por disputarse             | Por disputarse             | Por disputarse             | Por disputarse             | Por disputarse             | Por disputarse             | Por disputarse             |
| Total                      | 1/20                       | 2                          | 1                          | 0                          | 1                          | 2                          | 4                          |